# Nicolae-Ciprian Nica
Nicolae-Ciprian Nica (n. 26 octombrie 1958 la Comuna Țifești, Vrancea), este un politician român, deputat în Parlamentul României în mandatul 2008-2012 din partea PSD Vrancea și în mandatul 2012-2016, din partea USL Vrancea. În cadrul activității sale parlamentare, Nicolae-Ciprian Nica a fost membru în grupurile parlamentare de prietenie cu Statul Kuwait, Republica Cehă, Regatul Maroc și Republica Malta.

## Colaborator al Securității
Pe 11 aprilie 2014, Înalta Curte de Casație și Justiție a decis că Nicolae-Ciprian Nica a fost colaborator al Securității și că acesta a făcut poliție politică. Nicolae-Ciprian Nica susține că a furnizat informații în perioada sa de liceu despre colegii săi.